# Luzea
Luzea är ett släkte av skalbaggar som beskrevs av Richard Eliot Blackwelder 1952. Luzea ingår i familjen kortvingar.
Släktet innehåller bara arten Luzea nigritulus.